# 遠藤正一
遠藤 正一（えんどう まさかず、1955年6月28日 - ）は、日本のクリスチャン実業家。ロングライフホールディング株式会社（東証スタンダード上場）の創業者で元代表取締役社長。芦屋女子短期大学客員教授。神戸聖隷福祉事業団評議員。福音交友会和泉聖書教会教会員。衆議院議員の遠藤良太は息子である。

## 略歴
大阪府高石市生まれ。高校、大学を通じ、障害者のボランティア活動を行う。
1974年、近畿大学法学部を卒業。卒業後、自衛官、酪農業、与論島レジャー業などを経て、中馬弘毅衆議院議員秘書を務める。
その後、聖隷福祉事業団創立者長谷川保の秘書として学び、1986年に国内初の総合介護サービス事業社として関西福祉事業社を設立、1998年に日本ロングライフ株式会社に商号変更。有料老人ホーム事業や在宅介護事業を中心とした介護サービスのほか、訪問介護士養成機関の運営や老人ホーム管理運営業務など周辺事業を展開し、「福祉こそサービス業」と唱えている。
1990年、第39回衆議院議員総選挙に旧大阪5区から進歩党公認で立候補するが、7人中最下位の得票数で落選した。
2020年1月、ロングライフホールディング社長を退任。経営体制の更なる強化を図るためとしている。

## 著書
- 「究極の介護サービス」を創る－夢と感動を届ける体験的介護論、日本医療企画、2006年
- おごりの福祉を捨て、やさしさを売れ。=急成長する100兆円産業シルバービジネス、黎明書房、1992年
- 在宅ケア―シルバービジネス、メディカ出版、1990年